# Lukáš Novotný (sklářský výtvarník)
Lukáš Novotný (Lukas Novotny) (* 1961, Jablonec nad Nisou) je sklářský výtvarník žijící od roku 1982 v USA.

## Život a dílo
Lukáš Novotný absolvoval v letech 1975-1979 Odbornou školu sklářskou v Železném Brodu a poté v letech 1979-1982 vystudoval Vysokou školu uměleckoprůmyslovou v Praze v ateliéru prof. Stanislava Libenského. Od roku 1981 pracoval jako návrhář pro Crystalex Nový Bor.
Roku 1982 se během dovolené v Řecku rozhodl spolu s otcem emigrovat do Spojených států. Po roce stráveném v uprchlickém táboře oba získali víza do USA, zbytek rodiny je následoval později. Otec a syn Novotných se usadili v Oaklandu v Kalifornii a vykonávali různá krátkodobá zaměstnání. Od roku 1984 získal Lukáš Novotný zaměstnání jako brusič optiky v Tinsley Laboratories v Richmondu a setrval zde do roku 1988. V této době si v garáži svého domu vybudoval dílnu na studené techniky, získal první zakázky a mohl přejít k práci na volné noze. V letech 1985-1988 vyučoval ve sklářském studiu na California College of Arts and Crafts v Oaklandu.
Roku 1988 se během sklářské konference v Kentu (Ohio) poprvé setkal se svou budoucí ženou Baker O'Brien. V následujících dvou letech se vídali často při různých konferencích a brzy nato se vzali. Baker O'Brien byla zkušenou sklářkou a šperkařkou, která se vyškolila v dílně zakladatele moderního amerického studiového skla Dominicka Labina. Baker zde pracovala dvanáct let a míchala sklářské kmeny. Naučila se foukání skla i další techniky jako přejímání skla nebo vpichování vzduchových bublin. Labino ji v závěti odkázal část zařízení své dílny v Grand Rapids v Ohiu.
Lucas a Baker koupili 80 akrů v okolí Labinovy dílny a během dvou let studio rozšířili. Lukáš Novotný pracoval s bloky čirého i barevného optického skla, které řezal, brousil a slepoval. Řada těchto děl byla vyrobena na zakázku pro velké společnosti jako Merill Lynch nebo Paula Mason Vines. Po této periodě, během níž s Baker také vybudovali vlastní dům, se Lukáš Novotný začal věnovat rozměrným taveným plastikám, které dokončoval broušením a leštěním. Novotného díla, která měla blízko k české prismatické plastice, byla vysoce profesionálně zpracovaná, komplikovaná, s vysokým podílem leštění. Následovaly tavené plastiky z barevného skla zdobené rytím. Autor pracoval s měkkými tvary a dosáhl silnějšího výrazu než veškerá jeho předchozí tvorba.
Lukáš Novotný i Baker O'Brien se zúčastnili letních kursů v Pilchuck Glass School, kde působili jako instruktoři studených technik zpracování skla (1994) a techniky tavení skla ve formě (1996).
Lukáš Novotný se zprvu jako koníčku a později profesionálně začal věnovat lukostřelbě za jízdy na koni a vypracoval se na špičkového experta. Roku 2006 se oba manželé rozešli a Lukáš Novotný svůj čas věnuje chovu zvláštního plemene horských koní a jejich výcviku, řemeslné výrobě speciálních luků ve firmě Saluki Bows, kterou založil, poradenství a instruktáži a psaní příruček lukostřelby.
V roce 2021 vyšla počítačová videohra Age of Empires IV, ve které Lukáš Novotný působí jakožto expert v rámci vložených videí do jednotlivých příběhových kampaní hry - v mongolské kampani ukazuje jak se vyráběly jejich proslavené mongolské luky.[zdroj⁠?!]

### Ocenění
- 1988 Children's Trust Award Sculpture

### Autorské výstavy (výběr)
- 1987 Cross Creek Gallery, Malibu
- 1990 Images Gallery, Toledo, OH (s Baker O'Brien)